# Plastica (Gazzelle)
Plastica è un doppio singolo del cantante italiano Gazzelle, pubblicato il 1º agosto 2017 nel formato vinile da 45 giri contenente i singoli Sayonara e Stelle filanti.

## Tracce
Lato A
1. Sayonara – 3:42

Lato B
1. Stelle filanti – 3:05